# Distrikt Granada
Der Distrikt Granada liegt in der Provinz Chachapoyas in der Region Amazonas in Nord-Peru. Der Distrikt hat eine Fläche von 171 km². Beim Zensus 2017 wurden 518 Einwohner gezählt. Im Jahr 1993 betrug die Einwohnerzahl 551, im Jahr 2007 426. Sitz der Distriktverwaltung ist die 3013 m hoch gelegene Ortschaft Granada mit 191 Einwohnern (Stand 2017). Granada befindet sich 30 km ostnordöstlich der Provinz- und Regionshauptstadt Chachapoyas.

## Geographische Lage
Der Distrikt Granada befindet sich in der peruanischen Zentralkordillere im Nordosten der Provinz Chachapoyas. Nur Teile des Distriktes sind über Straßen erreichbar, der größte Teil kann nur zu Fuß oder mit dem Maultier erreicht werden.
Der Distrikt Granada grenzt im Westen an den Distrikt Quinjalca, im Nordwesten an den Distrikt Olleros, im Norden an die Distrikte Pardo Miguel und Awajún (beide in der Provinz Rioja), im Osten an den Distrikt Vista Alegre (Provinz Rodríguez de Mendoza) sowie im Süden an den Distrikt Molinopampa.

## Tourismus
Neben dem alljährlich vom 23. bis zum 30. Juni gefeierten Dorffest sind besonders die Ruinen von Granada, wie auch der Río Imaza recht attraktiv. Letzterer lädt zum Fischen von Forellen ein.

## Ortschaften
Neben dem Hauptort gibt es folgende Dörfer und Gehöfte im Distrikt Granada:
- Airecampo
- Calviche
- Camellan
- Chillan
- Diosan
- Gorge
- Guillipcha
- Isco
- San Juan de Eñara
- Saviajcha
- Shundura
- Sugmal